# Edmund Szyc
Edmund Szyc (do 1920 Edmund Schuetz, ur. 11 listopada 1895 w Poznaniu, zm. 23 lutego 1987 tamże) – polski piłkarz i działacz piłkarski. Współzałożyciel Warty Poznań oraz założyciel klubów Polonia Leszno i Polonia Bydgoszcz. Powstaniec Wielkopolski.

## Życiorys
W 1912 wraz z sześcioma kolegami (Franciszek Szyc, Stefan Malinowski, Marian Beym, Czesław Mórkowski, Kazimierz Świderski i Ludwik Zysnarski) niezadowolony, że w zaborze pruskim piłkę nożną można było uprawiać tylko w niemieckich klubach, postanowił założyć pierwszy polski klub piłkarski w Poznaniu. 15 czerwca podczas zebrania założycielskiego, wybrano nazwę dla drużyny – Warta, inspirując się nazwą rzeki przepływającej przez Poznań – Wartą, bądź też czynnością czuwania, stania na straży, a na barwy wybrano zieleń i biel. Tego samego roku, jako przedstawiciel Warty, przybył do Leszna, aby pomóc tamtejszym działaczom w założeniu własnego zespołu – Polonii.
Walczył w Powstaniu Wielkopolskim jako dowódca plutonu. Po powstaniu napisał:

W siódmym roku istnienia Warty zakończyły się krwawe zapasy światowe, wzajemne mordowanie. Błogi ma wnet nastąpić spokój zupełny, napełniający, szczególnie nas, Polaków, uczuciem szczęścia i wesela, bo oto - wreszcie - spełnienie snów ojców i dziadów naszych, wolna, złączona i niepodległa P o l s k a! Jeszcze targują się w Paryżu i Spa o nasze granice zachodnie i wschodnie, jeszcze trwożymy się o Gdańsk. Już jednak pewność mamy tę, że żaden zaborca deptać nas więcej nie będzie, nie będzie hamował nikt naszej pracy towarzyskiej czy społecznej. Wolni! Zdaje się to czymś nieuchwytnym. - Jacyś my szczęśliwi! Jak zwłaszcza ten nasz Poznań kochany piękniejszy się zdaje patrząc na cokoły, opróżnione nie tak dawno temu spontanicznie - przez masy domagające się na wiecach Gdańska - z rażących uczucia nasze różnych pomników, gdy nazwy ulic polskie, a cóż dopiero gdy widzimy naszych dzielnych wiarusów: strzelców czy ułanów! [...]

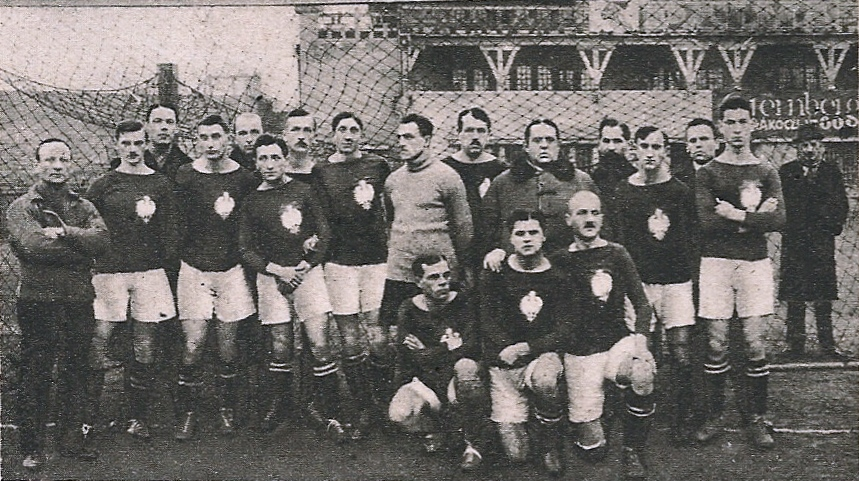
Edmund Szyc (trzeci od lewej) wraz z reprezentacją Polski przed pierwszym w jej historii meczem międzypaństwowym.

W 1920 objął posadę administratora Fabryki Cegieł w Bydgoszczy. Znane dokonania skłoniły bydgoskich fanów piłki nożnej by zaprosić go na spotkanie, podczas którego zgłosił pomysł założenia drużyny piłkarskiej, Polonii. Zdecydowano również, że zostanie pierwszym prezesem nowo powstałego klubu.
O zamiarze założenia klubu Edmund Szyc powiadomił bydgoszczan w maju za pośrednictwem "Dziennika Bydgoskiego":

"Baczność sportowcy! Zebranie miłośników sportu piłki nożnej w celu założenia Klubu sportowego odbędzie się w piątek 14 bm. wieczorem o 7 i pół w biurze mojem przy ul. Jagiellońskiej (Wilhelmstr.) 3-4. Edmund Schuetz"

 Po roku wrócił do Poznania i zajął się dziennikarstwem sportowym. W latach 1923–1924 był członkiem zarządu Polskiego Związku Piłki Nożnej, a później sędzią piłkarskim. Do końca życia związany z Zielonymi, pełnił m.in. funkcję prezesa klubu.
Zmarł 23 lutego 1987 roku w Poznaniu w wieku 91 lat. Został pochowany 3 marca 1987 roku na Cmentarzu Junikowskim w Poznaniu.
Jego żoną była Izabela Szyc (1901-1989).

## Upamiętnienie
- Jego imię nosi Stadion im. Edmunda Szyca (były stadion Warty Poznań).
- Jest honorowym prezesem Warty Poznań.